# Солянка лиственничнолистная
Солянка лиственничнолистная (лат. Salsola laricifolia) — вид рода солянка (Salsola)  семейства Амарантовые (Amaranthaceae). 

## Ботаническое описание
Полукустарник высотой 10—30 см, внизу в деревянистой части сильно и тернисто-ветвистый с ветвями покрытыми серой, вдоль трещиноватой корой, на годовалых часто молочно-белой. Листья толстоватые, вальковатые, длиною 5—10 мм. Цветы более мелкие, чем у солянки боялычевидной (Salsola arbusculaeformis), превышают прицветники.

## Таксономия
- Salsola laricifolia Turcz. ex Litv., Schedae ad Herbarium Florae Rossicae. 49: No. 2443. 1913.
- Salsola laricifolia Litv. ex Drobow, Бюллетень Средне-азиатского Государственного университета. Ташкент. 16: 210. 1927.

## Химический состав
Растение до фазы цветения содержит: 9,2 % воды, 16,4 % клетчатки, 5,1 % сырого протеина, 1,2 % жира, 27,9 % БЭВ и 18 % золы. Крахмальный эквивалент равен 32,7, как у лугового сена. Ко времени плодоношения количество протеина, жира, БЭВ, заметно снижается. Крахмальный эквивалент падает до 20,3.
Зольность растения может достигать 26 %. Около 53 % от этого количества составляют водорастворимые соли, среди которых 1 % поташа и 34 % соды.

## Значение и применение
В свежем виде поедается только верблюдами, в сене всеми видами домашних животных. Пригодно для силосования. Вытяжка растения даёт желтую и зелёную краску пригодную на окраски шерсти.